# 제후상
제후상(諸侯相)이란, 중국 전한·후한·삼국 시대의 제후왕·열후의 영지를 다스린 재상을 일컫는 역사용어이다. 본래 상(相)이라고 일컬었으며, '상'은 '백관의 우두머리'라는 뜻이다.

## 개요

### 왕국의 제후상
전한이 건국된 직후 각지의 제후왕은 독자적인 관료제도를 갖추었고, 황실에서는 재상으로 승상 또는 상국을 파견하였다. 황실과 왕국의 구별을 위하여 제후왕의 상은 국명을 붙여 부르는 경우가 많았다.
혜제 원년(기원전 194년), 제후왕의 상국이 폐지되고 승상으로 대체되었다.
계속되는 권한 축소에 대한 제후왕의 반발로 일어난 오초칠국의 난(기원전 154년)을 거친 후, 경제 중5년(기원전 145년)에 이르러 제후왕의 관료제도가 대폭 개수되어 어사대부와 구경의 일부가 폐지됨과 함께 승상 또한 상으로 격하되었다.
본래 제후상의 지위와 봉록은 태수보다 높았으나, 제후왕의 영지는 분할 및 몰수로 점차 줄어들어 일개 군보다도 작아졌기 때문에 원제 때인 초원 3년(기원전 47년)에는 제후상의 지위를 태수의 아래로 규정하였다. 또 성제 때인 수화 원년(기원전 8년)에는 제후왕의 내사마저 혁파되어, 상이 태수처럼 왕국의 민정을 담당하게 되었다.

### 후국의 제후상
열후가 책봉되어 후국(侯國)이 된 현에도 상을 설치하였으나, 직책은 현의 우두머리인 현령·현장과 다르지 않았다.

### 후한·삼국 시대
후한·삼국 시대의 각 정권 또한 같은 제도를 운용하였으나, 서진 때에 이르러 무제가 태강 10년(289년)에 제후왕의 상을 내사로 고쳤다. 이로써 '상'이라는 명칭은 사라지고, 명맥은 내사로 이어졌다.

## 출전
- 반고, 《한서》 권9 원제기·권19하 백관공경표 下
- 사마표, 《속한서》 백관지 5